# NGC 732
NGC 732 is een lensvormig sterrenstelsel in het sterrenbeeld Andromeda. Het hemelobject werd op 5 december 1883 ontdekt door de Franse astronoom Édouard Jean-Marie Stephan.

## Synoniemen
- PGC 7270
- UGC 1406
- IRAS01535+3633
- MCG 6-5-57
- ARAK 64
- MK 1011
- ZWG 522.76